# Graue Klettermaus
Die vorwiegend im südlichen Afrika verbreitete Graue Klettermaus (Dendromus melanotis) ist ein Nagetier in der Unterfamilie der Baummäuse. Die Art ist eng mit der Nyika-Klettermaus (Dendromus nyikae) verwandt. Vermutlich stellen die im Jahr 2017 zu einem Taxon zusammengefassten Populationen einen Artenkomplex dar.

## Merkmale
Dieses kleine mausartige Tier erreicht eine Kopf-Rumpf-Länge von 50 bis 77 mm, eine Schwanzlänge von 50 bis 96 mm und ein Gewicht von 6 bis 15 g. Die Länge der Hinterfüße beträgt 12 bis 20 mm und die Ohren sind 8 bis 18 mm lang. Typisch für den Schwanz, der als Greifwerkzeug eingesetzt werden kann, ist die hellere Unterseite. Ein weiteres Kennzeichen ist der dunkle breite Aalstrich auf dem braunen bis graubraunem Fell der Oberseite, das lang und weich ist. Unterseits kommt weißliches Fell vor und die recht großen Ohren sind abgerundet. Als Anpassung an die kletternde Lebensweise hat die Art an den Vorderpfoten einen verkleinerten ersten und fünften Finger sowie lange Krallen an den anderen Fingern. Zusätzlich ist der erste Zeh am Hinterfuß verkümmert und die anderen Zehen sind lang, wobei der fünfte gegenständig und mit einem Nagel versehen ist.

## Verbreitung
Die Graue Klettermaus hat eine große Population von Angola und dem südlichen Tansania bis in den Osten von Südafrika. Weitere disjunkte Populationen sind aus der Demokratischen Republik Kongo, aus Uganda, Kenia, Äthiopien sowie aus Guinea in Westafrika bekannt. Die Exemplare halten sich im Flachland und in Gebirgen bis 2000 Meter Höhe auf. Dieses Nagetier bevorzugt trockene Savannen und andere Grasländer mit verstreuten Bäumen. Es besucht zusätzlich Galeriewälder, Sumpfgebiete und feuchte Bergwälder. Typische Pflanzen sind Gräser der Gattung Hyparrhenia und Hülsenfrüchtler der Gattungen Baikiaea sowie Isoberlinia.

## Lebensweise
Die nachtaktiven Tiere bewegen sich auf dem Boden und klettern in Gewächsen. Zur Nahrung der Grauen Klettermaus zählen Pflanzensamen und Insekten. Die Geburt der Nachkommen findet allgemein zum Ende der Regenzeit statt. Zuvor webt das Weibchen ein Grasnest, das im hohen Gras, in Sträuchern oder selten in Erdlöchern versteckt wird. Ein Wurf enthält 2 bis 8 Neugeborene.

## Gefährdung
Regional wirken sich intensive Landwirtschaft, Bergbau und Umwandlung der Landschaft in Siedlungen negativ aus. Unabhängig davon gilt die Gesamtpopulation als stabil. Die IUCN listet die Graue Klettermaus als nicht gefährdet (least concern).